# Sonho Azul
Sonho Azul é o sétimo álbum de estúdio da dupla brasileira Sandy & Junior, lançado em 1997 pela gravadora PolyGram. Neste trabalho, a dupla explora uma variedade de gêneros, como pop, dance-pop e música country, com letras que dialogam diretamente com o público adolescente que acompanhou sua evolução pessoal e artística.
Para promover o álbum, foram lançados três singles: "Beijo é Bom", "Inesquecível" e "Eu Acho que Pirei", este último se destacando por dar nome à turnê promocional realizada entre 1998 e 1999 e por ser a música tema de abertura do seriado Sandy & Junior. Outra faixa notável é "Ilusão", que, apesar de não ter sido lançada como single, conquistou grande aceitação nas rádios, sendo tocada espontaneamente pelo público. Meses após o lançamento, uma nova tiragem do álbum chegou às lojas, incluindo a canção "Era Uma Vez...", que fez parte da trilha sonora da telenovela homônima da TV Globo e contou com a participação do cantor e compositor Toquinho. A recepção do público foi bastante positiva, resultando em vendas que ultrapassaram 750 mil cópias e consolidando-se como o maior sucesso da carreira da dupla até então.

## Antecedentes e contexto
A dupla Sandy & Junior, que iniciou sua carreira em 1991, passou por uma transição significativa em relação ao seu público. As crianças que os acompanhavam desde o primeiro disco, Aniversário do Tatu, cresceram junto com os artistas, e essa evolução ficou evidente em seus álbuns.
No álbum anterior, Dig-Dig-Joy (1996), muitas das canções abordavam temáticas mais adolescentes e românticas, o que contribuiu para que se tornasse o disco mais vendido da carreira até então, alcançando 700 mil cópias.
Percebendo esse sucesso e o surgimento de fenômenos adolescentes no mercado internacional, como os grupos Hanson, Spice Girls e Backstreet Boys, a gravadora decidiu investir mais intensamente nesse segmento. Essa estratégia se refletiu de forma marcante no sétimo álbum de estúdio dos irmãos.

## Produção
Como produtor do álbum, Xororó, integrante da dupla Chitãozinho & Xororó e pai de Sandy & Junior, foi escolhido para supervisionar o projeto. Entre as faixas, há versões em português de canções como "Inesquecível" ("Incancellabile"), da cantora italiana Laura Pausini, além de um pot-pourri dos Bee Gees que inclui "Mais Que Uma Sombra" ("More Than a Woman"), "Troque A Pilha" ("Night Fever") e "Esteja No Ar" ("Stayin' Alive"). Também está presente a famosa "Como Eu Te Amo" ("I Will Always Love You"), composição de Dolly Parton que se tornou um grande sucesso na voz de Whitney Houston e fez parte da trilha sonora do filme O Guarda-Costas.
Uma nova faixa foi adicionada em um relançamento de 1998: "Era Uma Vez", uma parceria com Toquinho, gravada para a telenovela homônima da Rede Globo. Na mesma época, essa canção foi incluída na coletânea Nascemos pra Cantar e, meses depois, inspirou o nome do primeiro álbum ao vivo da dupla, Era Uma Vez... Ao Vivo, lançado em 1998.

## Singles
"Beijo é Bom" foi o primeiro single do álbum, marcando uma guinada em direção à música pop, que havia sido explorada de forma mais sutil no disco anterior. Embora tenha sido promovida em programas de TV, ao contrário dos singles anteriores, não ganhou um videoclipe oficial. Uma performance gravada no Beach Park, em Fortaleza, para o filme O Noviço Rebelde, é frequentemente utilizada como clipe.
O segundo single, "Inesquecível", é uma versão da canção "Incancellabile", da cantora Laura Pausini. Para promovê-la, foi gravado um videoclipe na fazenda do pai dos artistas, e a música se tornou a mais popular em termos de execução nas rádios. Em 2019, uma enquete do G1 a elegeu como a oitava música predileta dos fãs.
"Eu Acho que Pirei" é a terceira e última música de trabalho do álbum. Em entrevista ao podcast de André Piunti, o compositor Feio revelou que a canção surgiu após ele gravar uma série de ideias para o instrumental e os arranjos. Como estava enfrentando dificuldades para criar a letra, entregou essa tarefa a Lili Maturana, que conseguiu concluí-la rapidamente. Além de dar nome à turnê de promoção do CD, a faixa também fez parte da trilha sonora do filme O Noviço Rebelde e foi usada como tema de abertura nas primeiras temporadas do seriado Sandy & Junior, da Rede Globo.
A canção "Era Uma Vez" foi utilizada como tema de abertura da novela homônima da Globo e faz parte do relançamento de 1998. Já a faixa "Ilusão", embora não tenha sido oficialmente lançada como single, conquistou uma boa aceitação nas rádios brasileiras, tornando-se uma das favoritas do público. Quando a dupla selecionou as canções mais importantes de sua carreira para o álbum Acústico MTV: Sandy & Junior, de 2007, "Ilusão" foi incluída a pedido dos fãs. Doze anos depois, a música integrou o setlist da turnê comemorativa Nossa História, e posteriormente, do respectivo álbum ao vivo.

## Divulgação
Além de programas de TV, dos quais já haviam se habituado em participar, um show com o espetáculo no Clube do Tumiaru, em São Vicente, foi gravado para ser exibido como especial de natal, e além dos sucessos incluídos na set list oficial da turnê, contou com um momento da chegada do papai Noel, com direito a prêmios e lembranças para o público.
Um show da turnê foi gravado e exibido no Dia das Crianças, de 1998. Além das canções de Sonho Azul, incluiu sucessos como: "O Pica-Pau", "Vai Ter Que Rebolar" e "Power Rangers". O evento foi exibido pela DirecTV.

## Lista de faixas
Créditos adaptados do lançamento em CD Sonho Azul, de 1997 e de seu relançamento, de 1998.
| Sonho Azul – Edição padrão |                                                                        |                                                                   |         |  |
| N.º                        | Título                                                                 | Compositor(es)                                                    | Duração |  |
| 1.                         | "Beijo é Bom"                                                          | Feio Darci Rossi                                                  | 3:04    |  |
| 2.                         | "Como Eu Te Amo"                                                       | Dolly Parton Rossi Xororó                                         | 4:32    |  |
| 3.                         | "Little Cowboy"                                                        | Patsy Montana Rossi Xororó                                        | 2:42    |  |
| 4.                         | "Sonho Azul"                                                           | Xororó Danimar Carlos Randall                                     | 3:48    |  |
| 5.                         | "Felicidade Como For"                                                  | Mauro Ghan Guto Campos                                            | 3:44    |  |
| 6.                         | "Inesquecível"                                                         | Giuseppe Carella Fabrizio Baldoni Gino De Stefani Claudio Rabello | 3:43    |  |
| 7.                         | "Pega na Mentira"                                                      | Roberto Carlos Erasmo Carlos                                      | 4:04    |  |
| 8.                         | "Medley Bee Gees: Mais Que Uma Sombra / Troque a Pilha / Esteja No Ar" | Barry Gibb Maurice Gibb Robin Gibb Rossi                          | 4:07    |  |
| 9.                         | "Mais Um Tempo Pra Crescer"                                            | Feio Xororó Alex                                                  | 3:20    |  |
| 10.                        | "Não Abuse de Mim"                                                     | Álvaro Socci Cláudio Matta                                        | 3:13    |  |
| 11.                        | "Ilusão"                                                               | Socci Matta                                                       | 4:01    |  |
| 12.                        | "Eu Acho Que Pirei"                                                    | Alex Lili Maturana Feio                                           | 3:19    |  |
| 13.                        | "'Cê Ta Queimando Meu Filme"                                           | Feio Alex Duó                                                     | 2:57    |  |
| 14.                        | "Pomponeta"                                                            | Socci Matta Xororó                                                | 3:22    |  |
| Duração total:             | Duração total:                                                         | Duração total:                                                    | 49:17   |  |

| Sonho Azul – Edição especial de 1998 |                                             |                |         |  |
| N.º                                  | Título                                      | Compositor(es) | Duração |  |
| 15.                                  | "Era Uma Vez..." (participação de Toquinho) | Socci Matta    | 3:22    |  |
| Duração total:                       | Duração total:                              | Duração total: | 52:31   |  |

## Ficha técnica
- Fonte: [20][15]

| - Uma produção Polygram dirigida por Xororó e Feio - Direção artística: Max Pierre - Gerência artística: Rodrigo Lopes - Coordenação: Noely - Arranjos e regências: Julinho Teixeira e Feio - Arregimentação: Feio - Programação: Julinho Teixeira e Roberto Lly - Supervisão de estúdio: Barney - Gravado nos estúdios: MM Studios (Campinas); Estúdio Caverna (Rio de Janeiro) e Estúdio Mosh (São Paulo) - Técnicos de gravação: André Mais (MM); Roberto Lly e Renato Ladeira (Caverna); Silvio Richetto e Sidnei Garcia (Mosh) - Assistentes de gravação (Mosh): Gustavo Lenza e Alex Angeloni - Mixado no estúdio Cia. dos Técnicos (Rio de Janeiro) por Neno - Masterizado no estúdio Visom Digital (Rio de Janeiro) por Luiz Tornaghi - Capa: Dan Palatinik - Direção de arte: Gê Alves Pinto - Fotos: Chico Audi - Foto capa: Amaury Simões - Make-up: Adam Mascigrande e Iracema Antunes - Figurino: Lucy In The Sky, Armadilha, Levis, Exss, Romanos Tricot, Nadir Utrera, Antishock, Carmin, Selo de Controle e Opera Rock - Produção visual: Paulinho Nunes e Marcia Maia - Coordenação gráfica: Geysa Adnet | - Luiz Gustavo Garcia: baixo - Sérgio Carrer (Feio): guitarra, violão, banjo, percussão, teclados, harps, gaita e bandolim - Paulinho Ferreira, Alexandre e Torcuato Mariano: guitarra - Rick Ferreira: guitarra e steel-guitar - Adair: steel guitar - Maguinho Alcântara: bateria - Julinho Teixeira: teclados - Alejandro Ramirez, Antônio Imasato, Davi Graton, Jorge Salim, Helena Imasato, Kátia Spassova, Flávio Geraldini, Maurício Takeda, Glauco Imasato, Akira Terasaki, Paulo Taccetti, Gustavo Lessa e Heitor Fujinami: cordas - Ringo, Paulinho, Caio Flávio, Feio, Silvinha, Ângela, Maria e Alexandre: vocais |

## Desempenho comercial
Mesmo antes de ser lançado, garantiu uma venda antecipada de mais de 200 mil cópias. Em entrevista ao programa Canal Regional da Rede Bandeirantes, em 1997, foi anunciado que as vendas haviam superado as 674 mil cópias. As vendas totais são de cerca de 762 mil cópias.
A Pro-Música Brasil (antiga ABPD), auditou as primeiras 250 mil cópias e o certificou com um disco de platina.
| País — Tabela musical (1997) | Posição de pico |
| ---------------------------- | --------------- |
| Brasil (Nopem)               | 49              |

| Região                                                                                             | Certificação | Vendas  |
| -------------------------------------------------------------------------------------------------- | ------------ | ------- |
| Brasil (Pro-Música Brasil)                                                                         | Platina      | 762,000 |
| *números de vendas baseados somente na certificação ^distribuições baseadas apenas na certificação |              |         |